# Iiyama
iiyama(이야마)는 마우스 컴퓨터 코퍼레이션(株式会社マウスコンピューター)의 브랜드 이름이다. 이 회사는 액정 디스플레이(LCD) 모니터와 LED 디스플레이 패널을 생산한다. 이전에는 도쿄도 지요다구에 본사를 둔 독립적인 일본 컴퓨터 일렉트로닉스 회사인 주식회사 이야마 (株式会社イーヤマ, Kabushikigaisha Īyama)였다. 이야마는 1972년 가쓰야마 가즈로가 설립했으며, 일본 나가노현의 이야마시 이름을 따서 명명되었다. 이 회사는 2006년 1월 마우스 컴퓨터 코퍼레이션을 포함하는 MCJ에 인수되었다. iiyama의 본사는 2008년 10월 유럽으로 이전되었다. 2006년 1월부터 CEO는 다케이치 신지이다.

## 역사

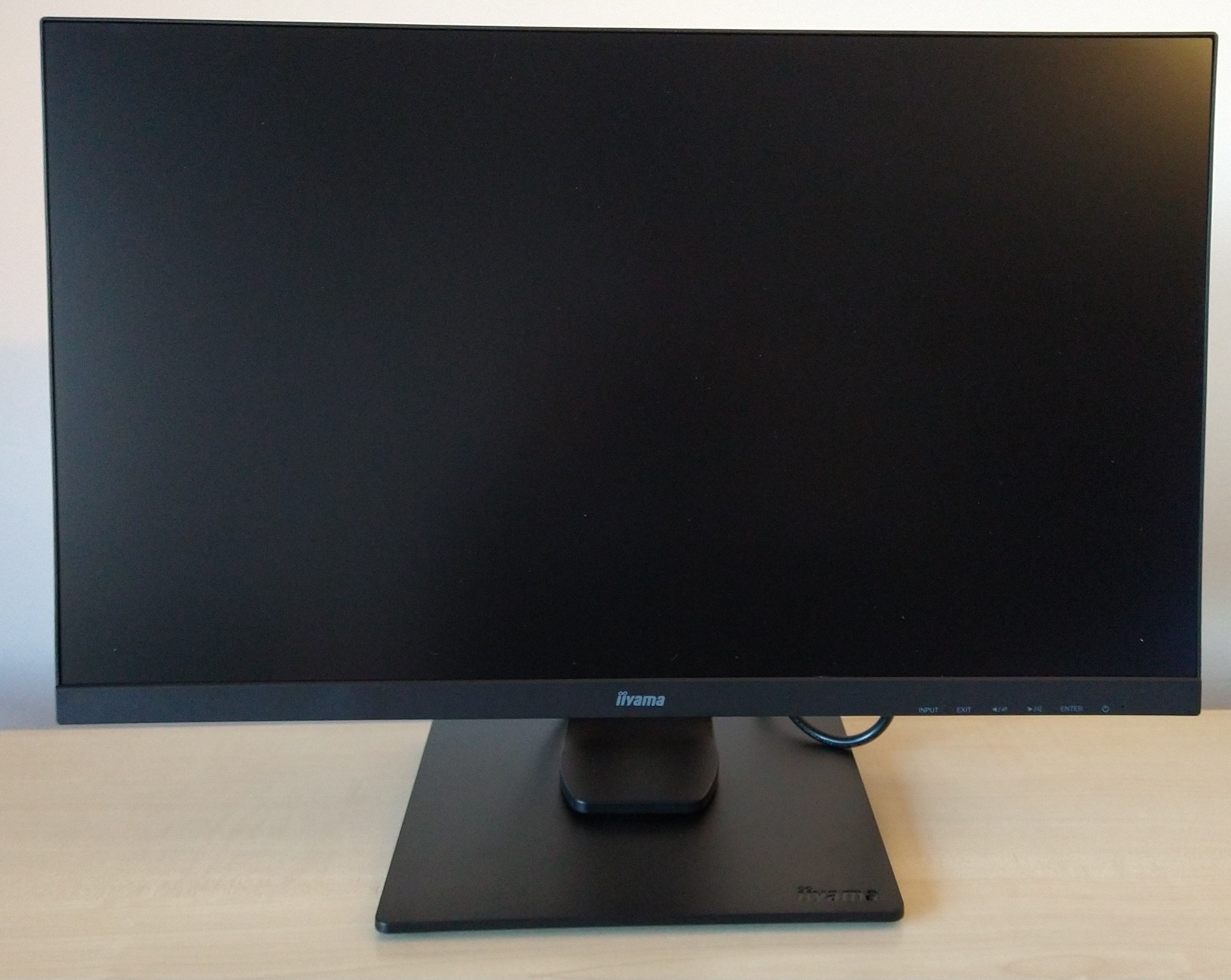
2019년의 iiyama 모니터

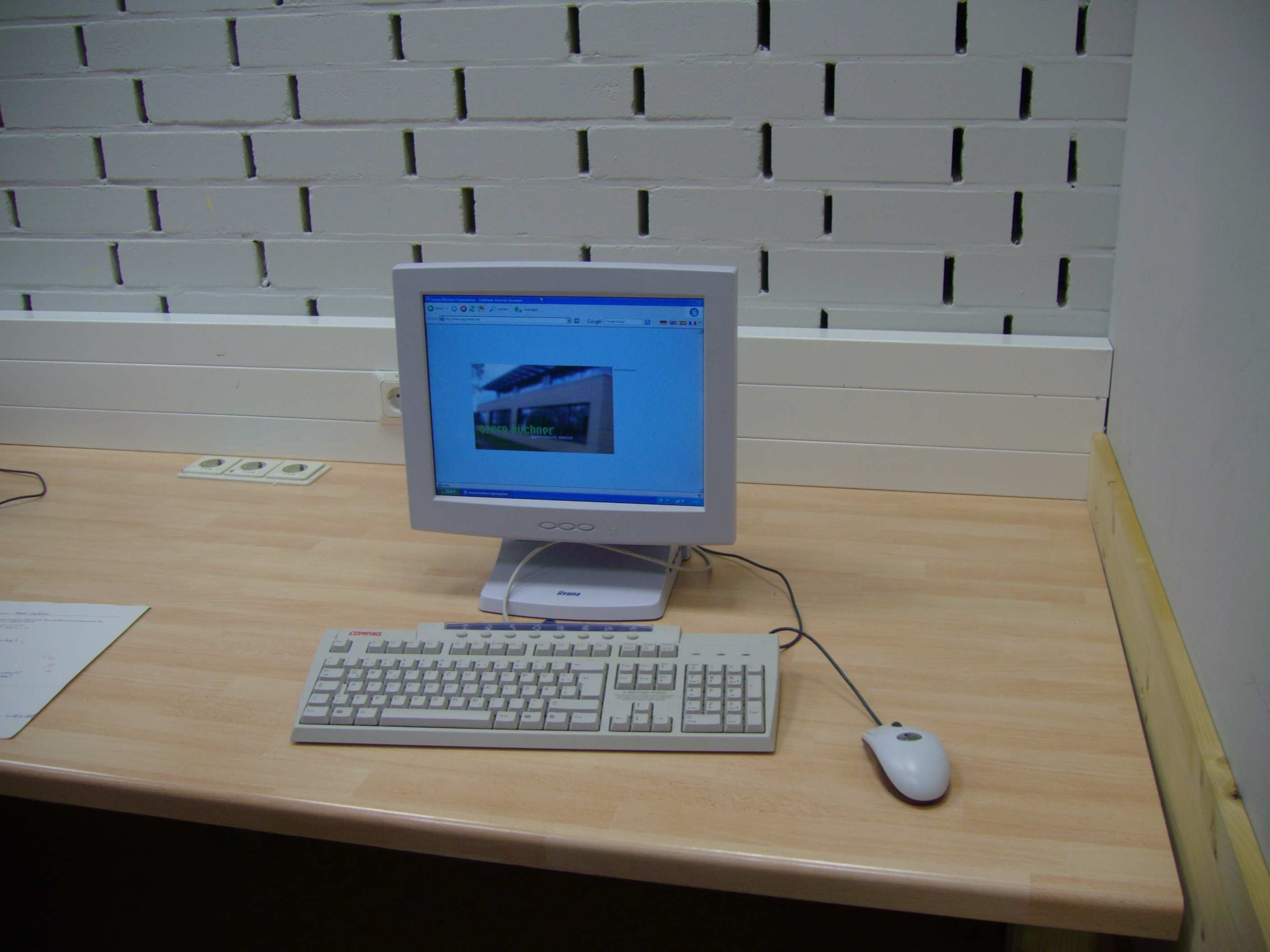
iiyama 모니터, 키보드 및 마우스와 함께 표시됨

1972년 3월 23세의 은행원 가쓰야마 가즈로가 이야마전기주식회사 (飯山電機株式会社)으로 설립하여, 처음에는 나가노현의 현지 공장에서 미쓰비시 그룹을 위한 텔레비전 보드와 기판을 제조하기 시작했다. 1976년에 흑백 TV를, 1979년에 컬러 TV를 생산하기 시작했으며, 이어서 1981년에는 자체 브랜드 이름으로 컴퓨터 모니터를 생산하기 시작하여 이것이 주요 제품군이 되었다.
이 회사는 1987년에 서구 시장으로 확장했으며 1990년대에는 필라델피아, 독일, 폴란드, 프랑스, 영국, 스웨덴, 체코, 중화민국에 사무실을 개설하고 네덜란드에 국제 본사를 두어 Iiyama Benelux B.V.로 등록했다. 1993년까지 일본에서 21%의 시장 점유율을 가진 선두 모니터 공급업체였다. iiyama는 1997년에 첫 LCD를 출시했다.
2001년 e-yama와 합병하여 주식회사이야마 (株式会社イーヤマ)를 설립했으며, 본사를 나가노로 이전했다. 2006년 지주회사 MCJ는 Iiyama를 인수하여 주식회사iiyama (株式会社iiyama)로 이름을 변경하고 본사를 주오구 (도쿄도)로 이전했다. 2008년 10월 주식회사iiyama는 MCJ의 회사 중 하나인 마우스 컴퓨터(Mouse Computer Co., Ltd.)의 일부가 되었다.